# Euphorbe raide
Espèce
L'euphorbe raide ou euphorbe droite (Euphorbia stricta) est une espèce de plante herbacée de la famille des Euphorbiacées.

## Synonyme
- Euphorbia serrulata